# Бадин (округ Виана-ду-Каштелу)
Бадин (порт. Badim)  —  район (фрегезия) в Португалии,  входит в округ Виана-ду-Каштелу. Является составной частью муниципалитета  Монсан. По старому административному делению входил в провинцию Минью. Входит в экономико-статистический  субрегион Минью-Лима, который входит в Северный регион. Население составляет 225 человек на 2001 год. Занимает площадь 7,1 км².